# آدم نولان
آدم نولان (بالإنجليزية: Adam Nolan)‏ (مواليد 11 مارس 1987) هو ملاكم آيرلندي، مثّل بلاده في الألعاب الأولمبية الصيفية 2012.

## وصلات خارجية
آدم نولان على موقع اللجنة الأولمبية الدولية (الإنجليزية)
- آدم نولان على موقع أوليمبيديا (الإنجليزية)